# Niederländische Fußballnationalmannschaft der Frauen/Europameisterschaften
Der Artikel beinhaltet eine ausführliche Darstellung der niederländischen Fußballnationalmannschaft der Frauen bei Europameisterschaften und den Qualifikationen dazu. Die Niederlande nahmen immer an der Qualifikation teil und erreichten dreimal auf sportlichem Wege die Endrunde. 2017 richtete der KNVB die Endrunde aus, die erstmals mit 16 Mannschaften ausgetragen wurde und war dafür automatisch qualifiziert. Die Niederländerinnen hatten schon 1979 an der inoffiziellen Europameisterschaft in Italien teilgenommen, waren aber in der Gruppenphase ausgeschieden. 2017 konnten die Niederländerinnen den Heimvorteil nutzen und erstmals den Titel gewinnen. Damit ist der KNVB der zweite Verband neben dem DFB, der sowohl bei den Männern als auch den Frauen den EM-Titel gewinnen konnte.

## Übersicht
| Jahr | Gastgeberland     | Teilnahme bis…     | Gegner                        | Ergebnis      | Trainer/in     | Bemerkungen und Besonderheiten |
| ---- | ----------------- | ------------------ | ----------------------------- | ------------- | -------------- | --- |
| 1984 | keine Endrunde    | nicht qualifiziert | –                             | –             |                | In der Qualifikation an Dänemark gescheitert. |
| 1987 | Norwegen          | nicht qualifiziert | –                             | –             |                | In der Qualifikation an Titelverteidiger Schweden gescheitert. |
| 1989 | Deutschland       | nicht qualifiziert | –                             | –             |                | Im Viertelfinale an Titelverteidiger Norwegen gescheitert |
| 1991 | Dänemark          | nicht qualifiziert | –                             | –             |                | Im Viertelfinale am späteren Ausrichter Dänemark gescheitert |
| 1993 | Italien           | nicht qualifiziert | –                             | –             |                | Im Viertelfinale am späteren Sieger Norwegen gescheitert |
| 1995 | keine Endrunde    | nicht qualifiziert | –                             | –             |                | In der Qualifikation an Island gescheitert, das die Finalrunde aber auch nicht erreichte.                                                                                             |
| 1997 | Norwegen/Schweden | nicht qualifiziert | –                             | –             |                | In der Qualifikation an Russland, Frankreich und Island gescheitert, das sich aber auch nicht qualifizieren konnte.                                                                   |
| 2001 | Deutschland       | nicht qualifiziert | –                             | –             |                | In der Qualifikation an Frankreich, Schweden und Spanien gescheitert, das sich aber auch nicht qualifizieren konnte.                                                                  |
| 2005 | England           | nicht qualifiziert | –                             | –             |                | In der Qualifikation an Dänemark und Norwegen gescheitert. |
| 2009 | Finnland          | Halbfinale         | England                       | –             | Vera Pauw      | Niederlage in der Verlängerung. |
| 2013 | Schweden          | Vorrunde           | Deutschland, Island, Norwegen | –             | Roger Reijners | Als Gruppenletzter ausgeschieden |
| 2017 | Niederlande       | Finale             | Dänemark                      | Europameister | Sarina Wiegman | Als Gastgeber automatisch qualifiziert. |
| 2022 | England           | Viertelfinale      | Frankreich                    |               | Mark Parsons   | Gegner in der Qualifikation waren Russland, Slowenien, das Kosovo, die Türkei und Estland. Bei der Endrunde treffen die Titelverteidigerinnen auf Schweden, Portugal und die Schweiz. |
| 2025 | Schweiz           | Vorrunde           | Wales, England, Frankreich    |               | Andries Jonker | In der Qualifikation als Gruppenzweite hinter Italien qualifiziert. |

## Die Turniere

### EM 1984
Für die erste Europameisterschaft hatten nur 16 Mannschaften gemeldet und die Aufteilung der Qualifikationsgruppen erfolgte nach geographischen Gesichtspunkten. Die von Bert van Lingen trainierte Mannschaft musste gegen Belgien, Deutschland und Dänemark antreten. Am 25. September 1982 bestritten sie gegen den Nachbarn Belgien ihr erstes Qualifikationsspiel, bei dem Sjaan Fortuin bereits in der ersten Minute das erste Pflichtspieltor für die Niederländerinnen erzielte. Die Führung konnte aber nicht verteidigt werden und so hatten die Belgierinnen am Ende mit 3:2 die Nase vorn. Danach konnte zwar gegen die Däninnen in Groningen mit 2:1 gewonnen und gegen Deutschland zwei Remis erreicht werden, das letzte Spiel in Dänemark wurde aber mit 0:2 verloren und damit die Qualifikation für die Finalrunde verpasst. Stattdessen durfte Dänemark im Halbfinale in zwei Spielen gegen England antreten, verlor aber beide. Beste Torschützinnen für die Niederlande waren Wil de Visser und Loes Camper mit je drei Toren.

### EM 1987 in Norwegen
Bereits im März 1985 begann die Qualifikation für die nächste Europameisterschaft, für die wieder nur 16 Mannschaften gemeldet hatten. Auf eine geographische Einteilung der Qualifikationsgruppen wurde diesmal verzichtet. Dennoch trafen die Niederländerinnen erneut auf den Nachbarn Belgien, sowie diesmal Titelverteidiger Schweden und Frankreich. Die Niederländerinnen konnten zwar alle Heimspiele und in Frankreich gewinnen, durch die Niederlagen in Belgien und Schweden reichte es wieder nur zum zweiten Platz. Beste Torschützin für die Niederlande war Jeanny Allott, die allein beim 5:3 gegen Frankreich die ersten drei Tore erzielt hatte. Gruppensieger Schweden verlor dann bei der ersten Endrunde den Titel an Ausrichter Norwegen.

### EM 1989 in Deutschland
Bereits drei Monate nach dem Finale begann die Qualifikation für die nächste Endrunde. Die Niederländerinnen wurden nun von Piet Buter trainiert und wieder war Schweden einer der Qualifikationsgegner, zudem erstmals Irland und Schottland, das aber nach zwei Spielen die Mannschaft zurückzog, so dass das 4:0 der Niederländerinnen gegen die Schottinnen aus der Wertung genommen wurde. Begonnen hatten die Niederländerinnen die Qualifikation mit einem torlosen Remis in Schweden, danach aber alle Spiele ohne Gegentor gewonnen und waren für das erstmals durchgeführte Viertelfinale qualifiziert. Hier trafen sie auf Titelverteidiger Norwegen, der in seiner Qualifikationsgruppe nur Zweiter geworden war und verloren beide Spiele. Mit fünf Toren war diesmal Marjoke de Bakker beste niederländische Torschützin. Dagegen konnte sich der Gruppenzweite Schweden gegen Dänemark durchsetzen, das in seiner Gruppe die Norwegerinnen distanziert hatte. Norwegen verlor dann bei der Endrunde seinen Titel an Deutschland.

### EM 1991 in Dänemark
In der Qualifikation für die folgende EM-Endrunde trafen die nun wieder von Bert van Lingen trainierten Niederländerinnen wieder auf Irland sowie erstmals auf Nordirland. Die Niederländerinnen blieben wieder ohne Gegentor, gewannen drei Spiele und gaben nur beim 0:0 in Irland einen Punkt ab. Dabei erzielten sie insgesamt 17 Tore, nur eins weniger als Dänemark und Titelverteidiger Deutschland, die aber zwei Spiele mehr bestritten. Dänemark war dann Gegner im Viertelfinale und da beide Mannschaften in ihrem Heimspiel in der regulären Spielzeit kein Tor erzielen konnten, gab es im zweiten Spiel in Denekamp eine Verlängerung, in der den Däninnen das entscheidende Tor gelang. Wieder war Marjoke de Bakker beste niederländische Torschützin, diesmal mit sechs Toren. Dänemark durfte dann die Endrunde ausrichten und scheiterte im Halbfinale gegen Norwegen im Elfmeterschießen, konnte aber das Spiel um Platz 3 gegen Italien gewinnen.

### EM 1993 in Italien
An der Qualifikation für die folgende EM nahmen schon 23 Mannschaften teil. Um sich für das Viertelfinale zu qualifizieren, musste die Niederlande in der Gruppenphase gegen Griechenland und Rumänien spielen, gegen die zuvor noch nicht gespielt wurde. Die Niederländerinnen begannen die Qualifikation noch unter Bert van Lingen, nach dem ersten Spiel – einem 3:0 gegen Griechenland – übernahm dann Jan Derks die Verantwortung. Unter ihm gewannen sie auch das zweite Spiel gegen Griechenland und spielten zweimal Remis gegen Rumänien. Da Rumänien in Griechenland nur ein 0:0 erreichte, waren die Niederländerinnen wieder Gruppensieger und für das Viertelfinale qualifiziert. Hier trafen sie auf Norwegen und verloren beide Spiele mit 0:3. Norwegen wurde dann bei der Endrunde zum zweiten Mal Europameister. Beste Torschützin war diesmal Nathalie Geeris mit drei Toren.

### EM 1995
Bereits einen Monat später begann mit 29 Mannschaften die Qualifikation für die nächste Europameisterschaft, die wieder und letztmals ohne Endrunde ausgetragen wurde. Die Niederländerinnen trafen erstmals auf Island, gegen das beide Spiele verloren wurden, sowie wie zuvor auf Griechenland, gegen das beide Spiele gewonnen wurden. Als Zweiter schieden die Niederländerinnen damit aus, Island konnte sich im Viertelfinale dann nicht gegen England durchsetzen. Beste niederländische Torschützin war Rianne van Dam mit zwei Toren.

### EM 1997 in Norwegen
Ein Jahr nach dem vorzeitigen Aus begann die Qualifikation für die nächste EM-Endrunde für die nun schon 34 Mannschaften gemeldet hatten. Auf Grund der unterschiedlichen Spielstärke der gemeldeten Mannschaften wurde die Qualifikation in zwei Kategorien eingeteilt. Die 16 stärksten Mannschaften, zu denen auch die nun von Ruud Dokter trainierte Niederlande gehörte, spielten um die direkte Qualifikation, die 18 schwächeren Mannschaften um die Möglichkeit bei der nächsten Qualifikation in der höheren Kategorie zu spielen. Gegner waren wie zuvor Island sowie diesmal Frankreich und Russland. Die Niederländerinnen gewannen nur das Spiel beim späteren Gruppensieger Russland und schafften zwei Remis (in Frankreich und gegen Russland), verloren aber drei Spiele. Damit belegten sie nur den letzten Platz und mussten in Relegationsspielen gegen Tschechien antreten, die aber beide gewonnen wurden. Beste niederländische Torschützin mit zwei Toren war die Spielerin mit dem Namen „Korbmacher“, deren Vornamen selbst dem KNVB unbekannt ist. Russland hatte sich als Gruppensieger direkt für die Endrunde qualifiziert, Frankreich gelang dies in den Playoffs gegen Finnland, wogegen Island in den Playoffs an Titelverteidiger Deutschland scheiterte. Bei der Endrunde wurden Frankreich und Russland wieder in eine Gruppe gelost, scheiterten aber in der Gruppenphase, die erstmals bei einer Endrunde stattfand.

### EM 2001 in Deutschland
In der Qualifikation für die EM 2001 spielten die Niederländerinnen wieder in der höheren Kategorie und trafen erneut auf Frankreich, sowie diesmal Schweden und erstmals Spanien. Kein Spiel konnte gewonnen werden, Punkte gelangen nur in drei Remisspielen, die anderen drei wurden verloren und damit wieder nur der letzte Platz belegt. In der Relegation wurde dann mit zwei Siegen gegen Ungarn die Zugehörigkeit zur A-Kategorie gesichert. Drei Spielerinnen mit je zwei Toren waren diesmal die besten niederländischen Torschützinnen. Gruppensieger wurde Frankreich, das damit direkt für die Endrunde qualifiziert war, dort aber in der Gruppenphase scheiterte. Schweden musste als Gruppenzweiter in die Playoffs gegen Finnland und setzte sich dort durch um dann bei der Endrunde bis ins Finale vorzustoßen, das aber gegen Ausrichter und Titelverteidiger Deutschland verloren wurde. Spanien scheiterte dagegen in den Playoffs an Dänemark, das dann im Halbfinale an Schweden scheiterte.

### EM 2005 in England
Für die EM 2005 wurde der Gastgeber erstmals vorab festgelegt und England erhielt den Zuschlag für die Austragung. In der Kategorie A spielten diesmal 20 Mannschaften in vier Fünfergruppen und die Niederlande traf auf alte Bekannte: Dänemark, Norwegen, Spanien und Belgien. Die Niederländerinnen, nun von Frans de Kat trainiert, konnten nur beide Spiele gegen den Nachbarn – jeweils mit 3:0 – gewinnen und in Spanien ein torloses Remis erreichen. Da alle anderen Spiele verloren wurden und dabei nur ein Tor gelang, reichte es nur zum vierten Platz. Keiner Spielerin gelang mehr als ein Tor. Schon vor dem letzten Spiel hatte Remy Reynierse interimsweise das Amt des Bondscoach übernommen. Im Oktober 2004 löste ihn dann Vera Pauw ab, die zuvor die schottische Fußballnationalmannschaft der Frauen trainiert hatte und für eine Wandlung im niederländischen Frauenfußball sorgte, indem sie 2007 die Ehrendivision der Frauen initiierte. Gruppensieger Dänemark – mit drei Punkten Vorsprung vor Norwegen – war direkt für die Endrunde qualifiziert, Norwegen gelang dies dann in den Playoffs gegen Island. Bei der Endrunde kam Norwegen dann bis ins Finale, verlor dies aber erneut gegen Deutschland, während Dänemark bereits in der Vorrunde scheiterte.

### EM 2009 in Finnland
Für die EM 2009 hatte sich auch die Niederlande als Ausrichter beworben, bei der Vergabe unterlag man aber Finnland. Erstmals nahmen zwölf Mannschaften am Turnier teil. Geändert wurde auch der Qualifikationsmodus. Die 1. Qualifikationsrunde bestritten nur die 20 schwächsten Nationalmannschaften. Die Niederlande musste erst in der zweiten Runde eingreifen und traf in einer Fünfergruppe auf Titelverteidiger Deutschland, gegen das die Qualifikation mit einem 1:5 begonnen wurde. Weitere Gegner waren die Schweiz, Belgien und Wales, gegen das beide Spiele gewonnen wurden. Mit einem 3:0 gegen Belgien sicherten sich die Niederländerinnen den zweiten Platz, da Deutschland mit diesem Ergebnis auch sein letztes Spiel in der Schweiz gewann. Als einer der beiden schlechtesten Gruppenzweiten mussten die Niederländerinnen in den Playoffs gegen den anderen schlechtesten Gruppenzweiten, die Spanierinnen antreten und gewannen beide Spiele mit 2:0. Damit waren sie erstmals für die Endrunde qualifiziert. Beste niederländische Torschützinnen waren Manon Melis mit sieben Toren in den Gruppenspielen und Karin Stevens mit vier Toren, davon drei in den Playoffs. Die drittplatzierten Schweizerinnen waren dagegen als zweitschlechtester Dritter nicht für die Playoffs qualifiziert.
Bei der Endrunde gewannen die Niederländerinnen das Auftaktspiel gegen die Ukraine, die auch erstmals teilnahm, mit 2:0, wobei Kirsten van de Ven bereits in der vierten Minute das erste Endrundentor für die „Vrouwen A-elftal“ erzielte. Gegen Gastgeber Finnland folgte dann eine 1:2-Niederlage, durch ein 2:1 gegen Dänemark gelang aber der Sprung auf Platz 2 und damit die Qualifikation für die K.-o.-Runde. Hier trafen sie auf Frankreich, aber beiden gelang in 120 Minuten kein Tor, so dass es zum Elfmeterschießen kam. Während von sieben niederländischen Schützinnen nur zwei nicht trafen, schossen drei Französinnen an den Pfosten oder über das Tor. Damit stand der EM-Neuling überraschend im Halbfinale und traf auf England. Nach einer torlosen ersten Halbzeit erzielten beide zwischen der 61. und 64. Minute je ein Tor. Dabei blieb es bis zum Ende, so dass es zur Verlängerung kam. In dieser gelang den Engländerinnen vier Minuten vor dem Ende der entscheidende Treffer. Im Finale gegen Deutschland hatte aber England dann wieder das Nachsehen und verlor mit 2:6. Vera Pauw blieb zunächst im Amt, beendete die Tätigkeit als Bondscoach aber im März 2010 nach Differenzen mit der Verbandsführung. Ihr Nachfolger wurde zunächst Ed Engelkes und dann im November 2010 Roger Reijners.

### EM 2013 in Schweden

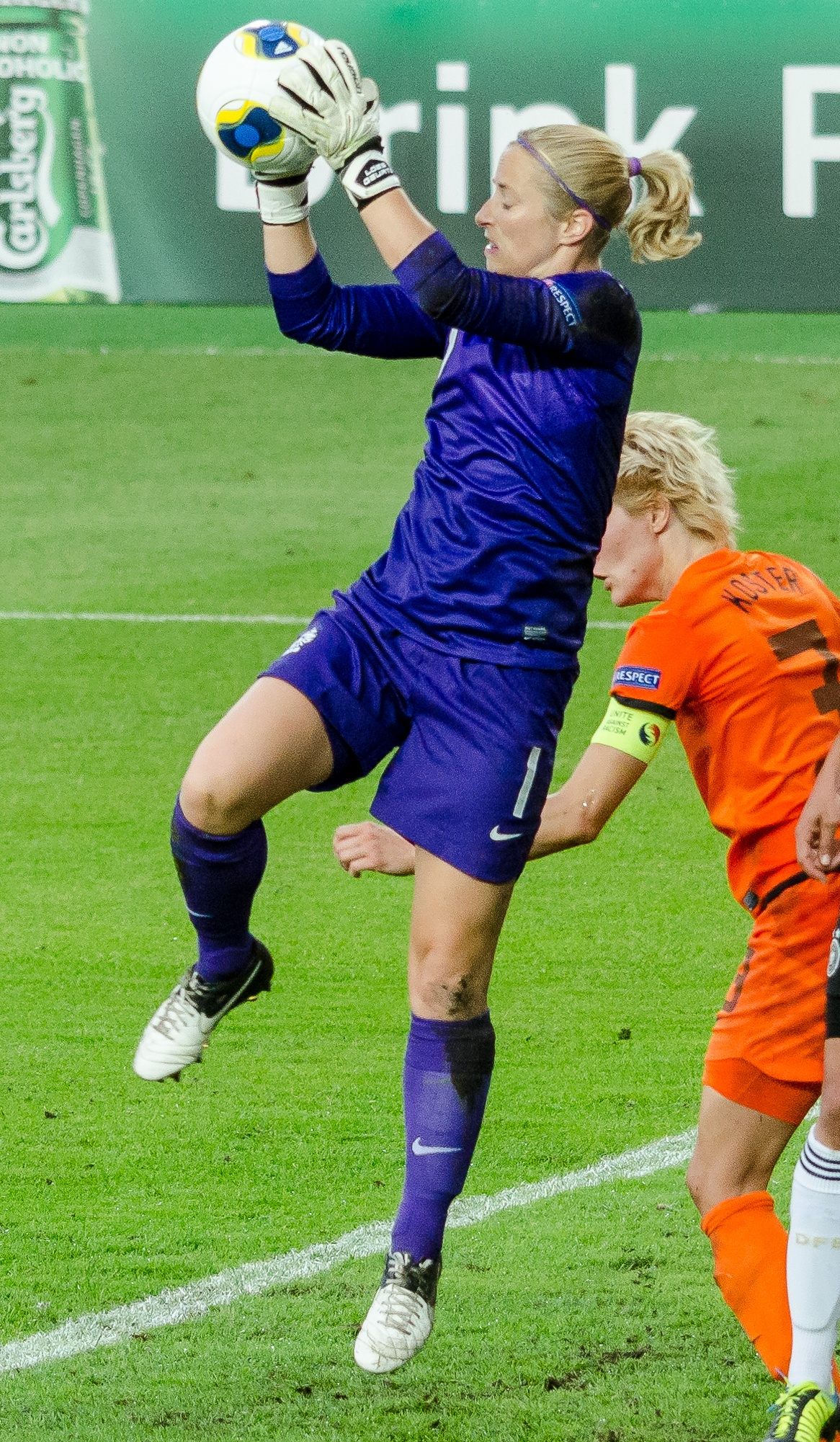
Szene aus dem Spiel gegen Deutschland mit Loes Geurts und Daphne Koster

Auch um die Austragung der EM 2013 hatte sich die Niederlande beworben, unterlag diesmal aber Schweden. Wieder wurde die Qualifikation von den schwächeren Mannschaften begonnen, diesmal aber nur von den acht schwächsten Teams. Die Niederlande musste wieder erst in der zweiten Runde eingreifen und traf auf England sowie erstmals auf, Kroatien, Serbien und Slowenien. Die Niederländerinnen konnten nur gegen England nicht gewinnen (0:0 und 0:1) und belegten hinter England den zweiten Platz, waren aber als bester Gruppenzweiter ebenfalls direkt qualifiziert. Beste Torschützin der Niederländerinnen war wieder Manon Melis, diesmal mit acht Toren, wovon sie vier beim 6:0 gegen Serbien im ersten Spiel erzielte.
Bei der Endrunde, für die die Niederländerinnen als Geheimfavorit gehandelt wurden, startete die Mannschaft mit einem torlosen Remis gegen Titelverteidiger Deutschland, war dabei aber zeitweise die bessere Mannschaft. Gegen Norwegen und Island folgten dann aber knappe 0:1-Niederlagen, so dass die Mannschaft als Gruppenletzter und einzige Mannschaft ohne Torerfolg ausschied. Die beiden Gruppengegner Deutschland und Norwegen trafen sich dann im Finale mit dem üblichen Ergebnis wieder. In der anschließenden Qualifikation für die WM 2015 setzte sich der bei der EM unterbrochene Aufwärtstrend aber fort und die Niederländerinnen konnten sich erstmals für eine WM-Endrunde qualifizieren, wobei die erst 18-jährige Vivianne Miedema beste Torschützin wurde. Bei der WM scheiterte die Mannschaft im Achtelfinale an Titelverteidiger Japan und der KNVB trennte sich von Reijners. Seine Nachfolgerin wurde zunächst interimsweise die frühere Nationalspielerin Sarina Wiegman, ehe Arjan van der Laan das Amt im Oktober 2015 übernahm und seine Amtszeit mit einem 2:1-Sieg in Frankreich begann.

### EM 2017 in den Niederlanden

Startaufstellungen im Finale

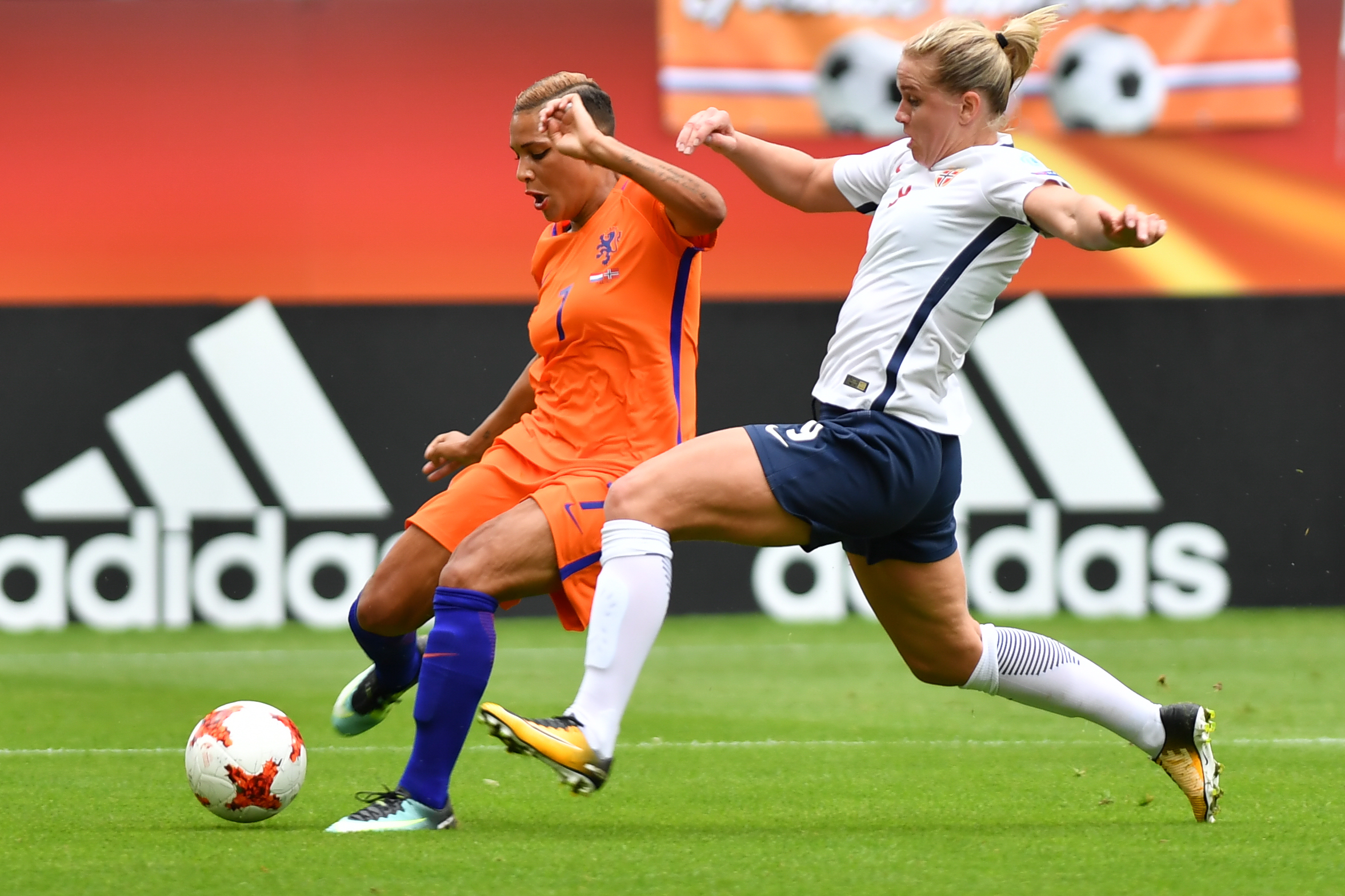
Shanice van de Sanden (NED) im Zweikampf mit Elise Thorsnes (NOR) im Gruppenspiel am 16. Juli 2017

Nach zwei vergeblichen Anläufen erhielt die Niederlande im Dezember 2014 den Zuschlag für die EM 2017, die erstmals mit 16 Mannschaften stattfand und setzte sich dabei gegen sechs Mitbewerber durch. Als Gastgeber waren sie damit automatisch qualifiziert. Bei der am 8. November stattgefundenen Auslosung wurden die Niederländerinnen Topf 1 zusammen mit Titelverteidiger Deutschland sowie Frankreich und England zugeordnet und als Gruppenkopf der Gruppe 1 gesetzt. Zugelost wurden Norwegen, Dänemark und der Nachbar Belgien, der erstmals teilnahm. Mit drei Siegen setzten sich die Niederländerinnen in der Gruppenphase durch. Im Viertelfinale schalteten sie dann den Olympiazweiten Schweden und im Halbfinale England aus, wobei ihnen ihr höchster Sieg bei einer EM-Endrunde gelang. Damit standen sie ebenso wie der Vorrundengegner Dänemark erstmals im Finale. In einem torreichen Finale gerieten sie zwar bereits in der 6. Minute und damit erstmals bei dieser Endrunde in Rückstand, bereits vier Minuten später gelang aber der Ausgleich und in der 28. Minute die Führung. Zwar kassierten sie bereits fünf Minuten später den Ausgleich, in der zweiten Halbzeit konnten sie aber zwei Tore nachlegen, während den Däninnen kein weiteres Tor gelang. Das letzte Tor erzielte Vivianne Miedema eine Minute vor dem Spielende. Mit insgesamt vier Toren, die sie alle in der K.-o.-Runde erzielte, war sie nicht nur zweitbeste Torschützin des Turniers, sondern ist nun auch beste EM-Torschützin der Niederländerinnen. Durch den Sieg gewannen sie nicht nur erstmals den EM-Titel, sondern auch erstmals acht Spiele in Folge und verbesserten sich in der am 1. September 2017 veröffentlichten FIFA-Weltrangliste um fünf Plätze auf Rang 7 und sind damit erstmals in den Top 10 platziert. Lieke Martens wurde nicht nur zur besten Spielerin des Turnieres gewählt, sondern wenige Tage später auch zu Europas Fußballerin des Jahres.

### EM 2022 in England
2021 sollte die Endrunde zum zweiten Mal in England stattfinden. Aufgrund der COVID-19-Pandemie wurde die EM der Männer, die 2020 stattfinden sollte, um ein Jahr verschoben und deshalb auch die EM der Frauen, so dass diese nun 2022 stattfinden soll. Gegner in der Qualifikation waren Russland (bereits Gegner in der EM-Qualifikation 1997), Slowenien (bereits Gegner in der EM-Qualifikation 2013), Estland (zuvor nur ein Freundschaftsspiel, das mit 7:0) gewonnen wurde, sowie erstmals das Kosovo und die Türkei. Von den Gegnern konnte sich bisher nur Russland für fünf EM-Endrunden qualifizieren. Die niederländische Mannschaft startete mit acht Siegen, darunter zwei 7:0-Siege gegen Lettland und ein 8:0 gegen die Türkei. Da beide Spiele gegen Russland gewonnen wurden, konnte die Mannschaft nach den acht Siegen nicht mehr von Platz 1 verdrängt werden, so das am 23. Oktober 2020 der vorzeitige Gruppensieg feststand, womit sie als zweite Mannschaft nach den Gastgeberinnen und Rekordeuropameister Deutschland, der am gleichen Tag wenige Stunden zuvor ebenfalls qualifiziert war, für die Endrunde qualifiziert ist. Auch die letzten beiden Spiele wurden gewonnen, so dass sich die Niederländerinnen als einzige Mannschaft mit zehn Siegen qualifizierte, was zuvor noch keiner Mannschaft gelang. Bei der Auslosung am 28. Oktober 2021 wurden Schweden, Qualifikationsgegner Russland und die Schweiz zugelost. Russland wurde später zunächst wegen des russischen Überfalls auf die Ukraine suspendiert um am 2. Mai durch Portugal ersetzt.
Im ersten Gruppenspiel kam es gleich zum Aufeinandertreffen der beiden Gruppenfavoriten Schweden und Niederlande, die sich am Ende 1:1 trennten. Bereits nach 22 Minuten musste Stammtorhüterin und Kapitänin Sari van Veenendaal wegen einer Schulterverletzung ausgewechselt werden, wodurch sie dann auch für den Rest des Turniers ausfiel. Im zweiten Spiel gegen Portugal gingen sie früh mit 2:0 in Führung, mussten aber zwei Gegentore hinnehmen, ehe van de Donk in der 62. Minute der 3:2-Siegtreffer gelang. Nach zwei Spielen war in der Gruppe allerdings noch alles offen, wobei aber im letzten Spiel gegen die Schweiz ein Remis zum Weiterkommen reichte. Nach einer torlosen ersten Halbzeit gingen die Niederländerinnen durch ein Eigentor der Schweizer Rekordnationalspielerin Ana-Maria Crnogorčević kurzzeitig in Führung, die nur vier Minuten hielt. Erst die eingewechselte Romée Leuchter brachte in der 84. Minute ihre Mannschaft mit ihrem ersten Länderspieltor auf die Siegerstraße. Fünf Minuten später erhöhte Victoria Pelova auf 3:1 und in der Nachspielzeit traf nochmals Leuchter zum 4:1-Endstand. In den beiden Spielen mussten die Niederländerinnen auf Rekordtorschützin Vivianne Miedema verzichten, die vor dem Spiel gegen Portugal positiv auf COVID-19 getestet wurde. Da die Schwedinnen auch beide Spiele gegen die Schweiz und Portugal gewannen, dabei aber zwei Gegentore weniger kassierten, wurden die Niederländerinnen Gruppenzweite und treffen im Viertelfinale auf Frankreich, gegen das im Februar beim Tournoi de France mit 1:3 verloren wurde. Auch im Viertelfinale konnten sie nicht gewinnen, verloren aber nach torlosen 90 Minuten erst durch ein Tor in der Verlängerung. Dennoch verbesserten sich die Niederländerinnen in der ewigen Rangliste um zwei Plätze.

### EM 2025 in der Schweiz
Die Qualifikation lief erstmals unter einem anderen Modus. Analog der UEFA Women’s Nations League wurde in drei Ligen gespielt, wobei sich die Gruppensieger und -zweiten der Liga A direkt für die Endrunde qualifizierten. Die Gruppendritten und -vierten hatten dann noch die Chance sich über Play-offs für die Endrunde zu qualifizieren. Die Niederländerinnen trafen in Liga A1 auf Finnland, Italien und Norwegen. Die Niederländerinnen qualifizierten sich als Gruppenzweite mit den wenigsten Toren aller direkt qualifizierten Mannschaften für die Endrunde.
Bei der Endrunde konnten sie das erste Spiel gegen EM-Neuling Wales mit 3:0 gewinnen, wobei Vivianne Miedema ihr 100. Länderspieltor erzielte. Dann kassierten sie aber gegen England mit 0:4 ihre höchste EM-Niederlage und verloren gegen Frankreich nach 2:1-Halbzeitführung mit 2:5, so dass sie nach der Vorrunde als Gruppendritte ausschieden.

## Statistiken

### Spielerinnen mit den meisten Einsätzen bei Europameisterschaften
| Spiele | Spieler                | Jahr (Spiele)                                    |
| ------ | ---------------------- | ------------------------------------------------ |
| 16     | Daniëlle van de Donk   | 2013 (3), 2017 (6), 2022 (4), 2025 (3)           |
|        | Sherida Spitse         | 2009 (0), 2013 (3), 2017 (6), 2022 (4), 2025 (3) |
| 12     | Jackie Groenen         | 2017 (6), 2022 (3), 2025 (3)                     |
|        | Lieke Martens          | 2013 (3), 2017 (6), 2022 (3)                     |
| 10     | Lineth Beerensteyn     | 2017 (3), 2022 (4), 2025 (3)                     |
|        | Stefanie van der Gragt | 2017 (6), 2022 (4)                               |
|        | Vivianne Miedema       | 2017 (6), 2022 (2), 2025 (2)                     |
|        | Jill Roord             | 2017 (3), 2022 (4), 2025 (3)                     |
| 8      | Dyanne Bito            | 2009 (5), 2013 (3)                               |
|        | Anouk Dekker           | 2013 (2), 2017 (6)                               |
|        | Loes Geurts            | 2009 (5), 2013 (3), 2017 (0)                     |
|        | Dominique Janssen      | 2017 (1), 2022 (4), 2025 (3)                     |
|        | Anouk Hoogendijk       | 2009 (5), 2013 (3)                               |
|        | Daphne Koster          | 2009 (5), 2013 (3)                               |
|        | Manon Melis            | 2009 (5), 2013 (3)                               |
|        | Kirsten van de Ven     | 2009 (5), 2013 (3)                               |
| 7      | Daphne van Domselaar   | 2022 (4), 2025 (3)                               |
|        | Victoria Pelova        | 2022 (4), 2025 (3)                               |
|        | Sari van Veenendaal    | 2017 (6), 2022 (1)                               |
| 6      | Esmee Brugts           | 2022 (3), 2025 (3)                               |
|        | Kerstin Casparij       | 2022 (3), 2025 (3)                               |
|        | Kika van Es            | 2017 (6)                                         |
|        | Shanice van de Sanden  | 2017 (6), 2009 (0)                               |
|        | Sylvia Smit            | 2009 (5), 2013 (1)                               |
| 5      | Damaris Egurrola       | 2022 (3), 2025 (2)                               |
|        | Petra Hogewoning       | 2009 (5)                                         |
|        | Renate Jansen          | 2017 (4), 2022 (0), 2025 (1)                     |
|        | Annemieke Kiesel       | 2009 (5)                                         |
|        | Desiree van Lunteren   | 2013 (0), 2017 (5)                               |
|        | Manoe Meulen           | 2009 (5)                                         |
|        | Karin Stevens          | 2009 (5)                                         |

Stand: 13. Juli 2025 (fett markierte Spielerinnen nahmen 2025 teil)

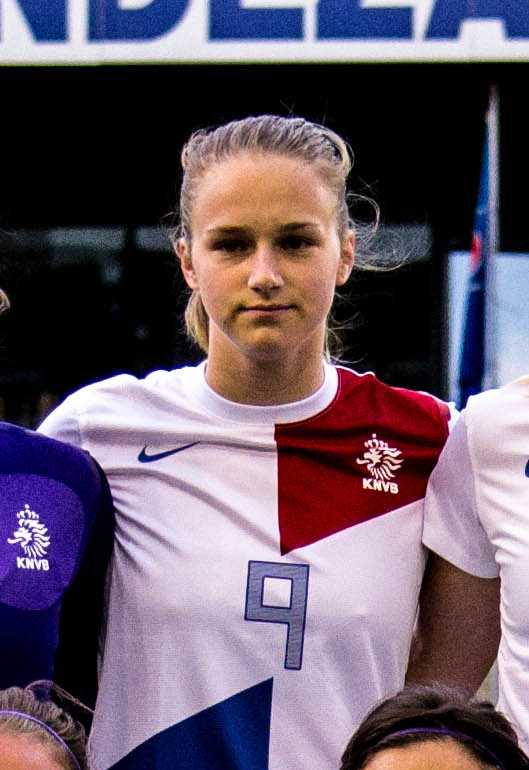
Vivianne Miedema, beste EM-Torschützin der Niederlande

### Spielerinnen mit den meisten Toren bei Europameisterschaften
| Tore | Spieler                | Jahr (Tore)                            |
| ---- | ---------------------- | -------------------------------------- |
| 5    | Vivianne Miedema       | 2017 (4), 2025 (1)                     |
| 3    | Sherida Spitse         | 2009 (0), 2013 (0), 2017 (3), 2025 (0) |
|      | Lieke Martens          | 2013 (0), 2017 (3)                     |
|      | Victoria Pelova        | 2022 (1), 2025 (2)                     |
| 2    | Kirsten van de Ven     | 2009 (2) 2013 (0)                      |
|      | Daniëlle van de Donk   | 2013 (0), 2017 (1), 2022 (1), 2025 (0) |
|      | Romée Leuchter         | 2022 (2), 2025 (0)                     |
| 1    | Esmee Brugts           | 2025 (1)                               |
|      | Damaris Egurrola       | 2022 (1), 2025 (0)                     |
|      | Stefanie van der Gragt | 2017 (0), 2022 (1)                     |
|      | Manon Melis            | 2009 (1), 2013 (0)                     |
|      | Marlous Pieëte         | 2009 (1), 2013 (0)                     |
|      | Jill Roord             | 2017 (0), 2022 (1), 2025 (0)           |
|      | Sylvia Smit            | 2009 (1), 2013 (0)                     |
|      | Karin Stevens          | 2009 (1)                               |
|      | Shanice van de Sanden  | 2009 (0), 2017 (1)                     |

Stand: 13. Juli 2025
Zudem ein Eigentor einer Französin

## Bilanz gegen die anderen Europameister bei Europameisterschaften
- England: 3 Spiele – 1 Sieg, 2 Niederlagen – 4:6 Tore
- Norwegen: 2 Spiele – 1 Sieg, 1 Remis – 1:1 Tore
- Schweden: 2 Spiele – 1 Sieg, 1 Remis – 3:1 Tore
- Deutschland: 1 Spiel – 1 Remis – 0:0 Tore

## Endrunden-Spiele
Die Niederländerinnen bestritten bisher 21 Endrundenspiele, wovon elf gewonnen wurden, drei remis endeten und sieben verloren wurden. Drei Spiele mussten verlängert werden, wovon zwei durch ein Tor entschieden wurde, aber eins im Elfmeterschießen. Einmal spielten die Niederländerinnen gegen die Gastgeberinnen und einmal gegen den Titelverteidiger. Häufigste Gegner sind Dänemark (3 Spiele) sowie England, Norwegen, Schweden und Frankreich mit je zwei Spielen.
| Nr. | Ergebnis             | Datum      | Gegner 1    | Austragungsort   | Anlass          | Bemerkung                                                                     |
| --- | -------------------- | ---------- | ----------- | ---------------- | --------------- | ----------------------------------------------------------------------------- |
| 1   | 2:0                  | 23.08.2009 | Ukraine     | Turku (FIN)      | Gruppenspiel    | Erstes Spiel gegen die Ukraine                                                |
| 2   | 1:2                  | 26.08.2009 | Finnland    | Helsinki (FIN)   | Gruppenspiel    |                                                                               |
| 3   | 2:1                  | 29.08.2009 | Dänemark    | Lahti (FIN)      | Gruppenspiel    |                                                                               |
| 4   | 0:0 n. V., 5:4 i. E. | 03.09.2009 | Frankreich  | Tampere (FIN)    | Viertelfinale   |                                                                               |
| 5   | 1:2 n. V.            | 06.09.2009 | England     | Tampere (FIN)    | Halbfinale      |                                                                               |
| 6   | 0:0                  | 11.07.2013 | Deutschland | Växjö (SWE)      | Gruppenspiel    |                                                                               |
| 7   | 0:1                  | 14.07.2013 | Norwegen    | Kalmar (SWE)     | Gruppenspiel    | 100. Länderspiel von Manon Melis                                              |
| 8   | 0:1                  | 17.07.2013 | Island      | Växjö (SWE)      | Gruppenspiel    | Die Niederländerinnen scheiden als Gruppenletzte aus                          |
| 9   | 1:0                  | 16.07.2017 | Norwegen    | Utrecht (NLD)    | Eröffnungsspiel |                                                                               |
| 10  | 1:0                  | 20.07.2017 | Dänemark    | Rotterdam (NLD)  | Gruppenspiel    |                                                                               |
| 11  | 2:1                  | 24.07.2017 | Belgien     | Tilburg (NLD)    | Gruppenspiel    |                                                                               |
| 12  | 2:0                  | 29.07.2017 | Schweden    | Doetinchem (NLD) | Viertelfinale   |                                                                               |
| 13  | 3:0                  | 03.08.2017 | England     | Enschede (NLD)   | Halbfinale      |                                                                               |
| 14  | 4:2                  | 06.08.2017 | Dänemark    | Enschede (NLD)   | Finale          | Erster Titel für die Niederländerinnen                                        |
| 15  | 1:1                  | 09.07.2022 | Schweden    | Sheffield (ENG)  | Gruppenspiel    |                                                                               |
| 16  | 3:2                  | 13.07.2022 | Portugal 2  | Leigh (ENG)      | Gruppenspiel    |                                                                               |
| 17  | 4:1                  | 17.07.2022 | Schweiz     | Sheffield (ENG)  | Gruppenspiel    |                                                                               |
| 18  | 0:1 n. V.            | 23.07.2022 | Frankreich  | Rotherham (ENG)  | Viertelfinale   |                                                                               |
| 19  | 3:0                  | 05.07.2025 | Wales       | Luzern (CHE)     | Gruppenspiel    | Erstes EM-Spiel für die Waliserinnen 100. Länderspieltor von Vivianne Miedema |
| 20  | 0:4                  | 09.07.2025 | England     | Zürich (CHE)     | Gruppenspiel    |                                                                               |
| 21  | 2:5                  | 13.07.2025 | Frankreich  | Basel (CHE)      | Gruppenspiel    |                                                                               |

Anmerkungen: